# Relaciones Unión Europea-Uruguay
Las relaciones entre Uruguay y la Unión Europea (UE) se remontan a 1992. Entre los países del Cono Sur, tanto Uruguay como Argentina destacan por ser los países hispanoamericanos con la mayor influencia cultural de Europa, debido a la gran ola de inmigración europea entre los siglos XIX y XX.
La UE y Uruguay firmaron el Acuerdo Marco de Cooperación en 1992 para promover las relaciones bilaterales con el objetivo de incrementar la cooperación en materia de comercio, finanzas y tecnología, entre otros.
La UE es el tercer socio comercial más importante de Uruguay. Los flujos de capital e inversión directa de Europa a Uruguay han ido en aumento. Empresas como UPM (celulosa), Montes del Plata (celulosa), Katoen Natie (logística / operaciones portuarias), Glencore (agricultura), Sofitel (turismo), Bayer (farmacéutica), Banco Santander, BBVA (banca) y Movistar (telecomunicaciones ), entre otros, son participantes activos de la economía uruguaya.